# Грандич-Брег
45°38′ пн. ш. 15°29′ сх. д. / 45.64° пн. ш. 15.48° сх. д.
Грандич-Брег (хорв. Grandić Breg) — населений пункт у Хорватії, у Карловацькій жупанії у складі міста Озаль.

## Населення
Населення за даними перепису 2011 року становило 37 осіб.
Динаміка чисельності населення поселення: